# Vojnik (gmina Despotovac)
Vojnik (cyr. Војник) – wieś w Serbii, w okręgu pomorawskim, w gminie Despotovac. W 2011 roku liczyła 880 mieszkańców.